# 锥吻叶须鱼
锥吻叶须鱼（学名：Ptychobarbus conirostris）为輻鰭魚綱鯉形目鲤科叶须鱼属的鱼类，俗名水体下层。分布于印度河水系以及狮泉河等。该物种的模式产地在印度河。棲息在高山水流湍急的河流，可做為食用魚，體長可達30公分。

## 扩展阅读
維基物種上的相關：锥吻叶须鱼